# Domažlice
Domažlice (tjekkisk udtale: [ˈdomaʒlɪtsɛ] tysk: Taus) er en by i regionen Plzeň i Tjekkiet med omkring 11.000 indbyggere. Den historiske bykerne er velbevaret og er beskyttet ved lov som et bymonumentreservat.
Byen består af seks bydele: Bezděkovské Předměstí, Dolejší Předměstí, Havlovice, Hořejší Předměstí, Město og Týnské Předměstí.

## Geografi
Domažlice ligger omkring 44 km sydvest for Plzeň ved floden Radbuza og ved Zubřina-strømmen. Den ligger ved forbjergene til Oberpfälzer Wald. En lille del mod sydvest strækker sig ind i Cham-Furth-depressionen og omfatter det højeste punkt af Domažlice, bakken Dmout på 603 meter over havets overflade.

## Historie
Den første skriftlige omtale af Domažlice-bosættelsen er i et skøde fra hertug Boleslaus 2. fra 993. Den var relateret til den bøhmisk-bayerske grænse og vigtige handelsrute til Regensburg.
I nærheden af bebyggelsen blev der i 1265 grundlagt en befæstet kongeby, Domažlice, af Ottokar 2. af Bøhmen. Byen omfattede et kongeligt slot. Grænsen til Bayern blev beskyttet af grænsevagter rekrutteret fra Chodové (slaviske frie bønder), som slog sig ned i nærheden af Domažlice.
Byen blev pantsat til Bayern i 1331 og frem til 1419 (med nogle afbrydelser). Under hussiternes styre blev tyske statsborgere fordrevet fra byen, og siden da har befolkningen overvejende været tjekkisk. I 1431 besejrede Prokop den Store korsfarerne i Det Hellige Romerske Rige i slaget ved Domažlice. I det 15. og 16. århundrede skiftede Domažlice ofte hænder, men dets betydning aftog efter afslutningen af Trediveårskrigen. Det var først i 1770, at den kom sig, hovedsagelig på grund af innovationer i tekstilindustrien.
Indtil 1918 var byen en del af det østrigske monarki og befandt sig på den østrigske side af den østrig-ungarske indre grænse efter det østrig-ungarske kompromis i 1867. Det var distriktets hovedstad i distriktet med samme navn, og var en af de 94 Bezirkshauptmannschaften (distriktshovedstæder) i Bøhmen.
I det 19. århundrede var den den vestligste etniske tjekkiske by, meget tæt på grænsen til Kongeriget Bayern. I byen fandt en pilgrimsfærd sted den 13. august 1939, som udviklede sig til en stor tjekkisk protestdemonstration mod den tyske besættelse og kontrol af det etniske tjekkiske protektorat Bøhmen og Mæhren. Den tyske befolkning blev fordrevet i 1945 i henhold til Potsdam-aftalen.
I 2005 blev der opdaget en massegrav i udkanten af byen. Den indeholdt 54 tyskere, som kunne være fremtrædende medlemmer af den lokale SA, henrettet af den tjekkiske modstand i slutningen af Anden Verdenskrig. 